# Панчулидзев, Алексей Евгеньевич

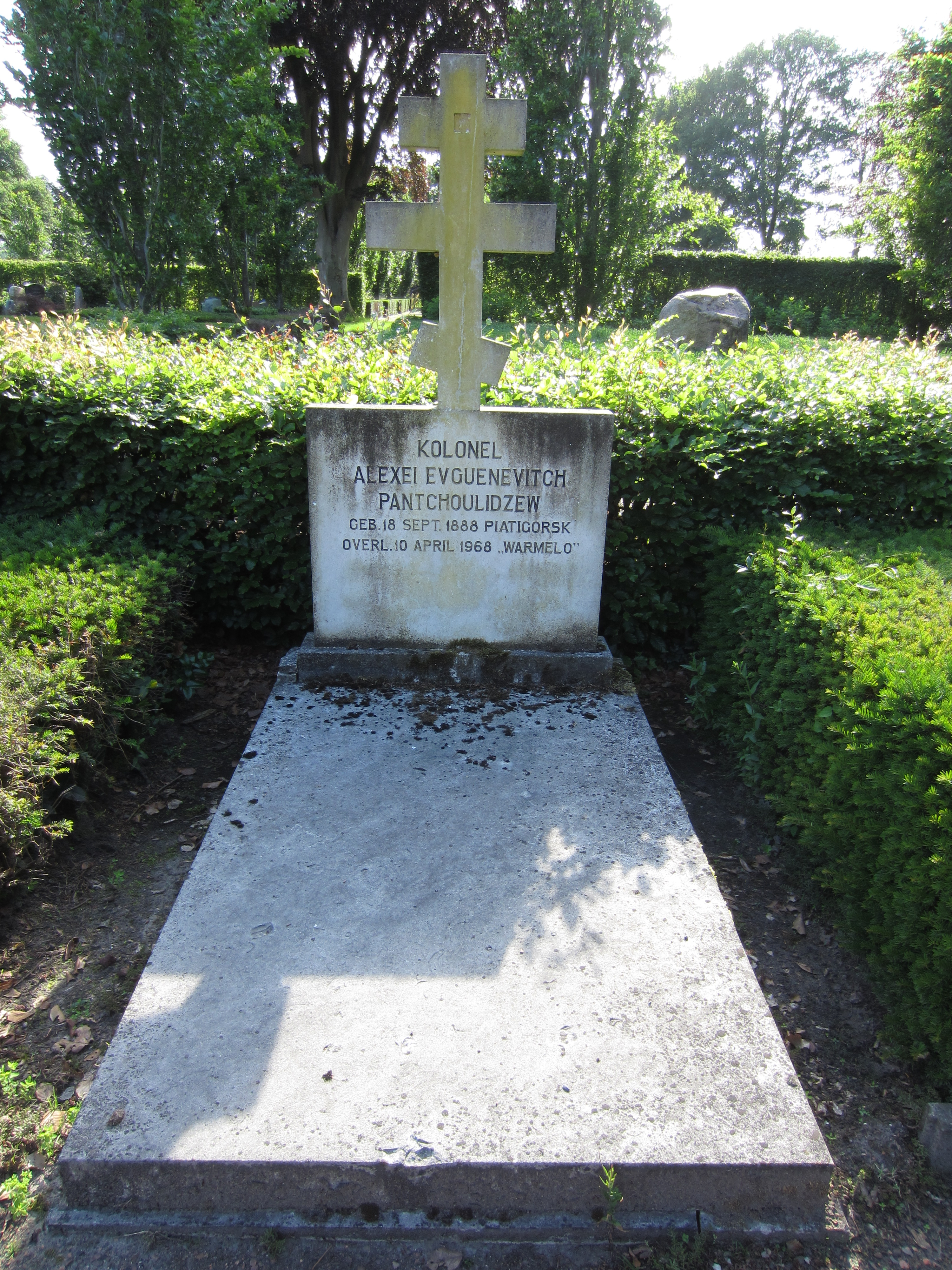
Могила Панчулидзева в Дипенгейме.

Алексей Евгеньевич Панчулидзев, также Алексис, «Чули» (18 сентября 1888, Пятигорск, Терская область — 10 апреля 1968, Дипенхейм, Оверэйссел) — голландский аристократ русского происхождения и наездник.  Он был гражданским мужем принцессы Армгард Зирсторпф-Крамм и наставником её сына, принца Бернарда Липпе-Бистерфельдского.  Как наездник, он был единственным нидерландским участником бойкотированных его страной летних Олимпийских игр 1956 года;  в возрасте 67 лет он также был самым старшим участником этих Олимпийских игр и старейшим голландским олимпийцем за всю историю.

## Биография
Панчулидзев родился в знатной русско-грузинской семье Панчулидзевых в Пятигорске. Служил в кавалерии. После революции 1917 года он эмигрировал из России и в конце концов поселился в Германии. Там он стал конюшим принцессы Армгард Зирсторпф-Крамм и наставником её сына, принца Бернарда Липпе-Бистерфельдского, с которым он разделял страсть к верховой езде. Бернард учился у Панчулидзева верховой езде, они вместе  принимали участие в международных соревнованиях.
Когда принцесса Армгард овдовела, Панчулидзев стал её гражданским мужем и поселился с нею в Нидерландах, где получил гражданство в 1953 году. Панчулидзев также был избран в FEI, международную федерацию конного спорта в Швейцарии, стал официальным членом апелляционного жюри соревнований по конкуру на Олимпийских играх 1956 года в Стокгольме.

### Олимпийские игры 1956 года
После Второй мировой войны принц-консорт Бернард стал покровителем Панчулидзева. Будучи президентом Международной федерации конного спорта (с 1954 года), он добился, чтобы его наставник получил голландское гражданство и стал единственным голландским участником конных соревнований на Олимпиаде 1956 года.
Нидерланды бойкотировали летние Олимпийские игры 1956 года в Мельбурне (Австралия) ) из-за событий в Венгрии. Однако строгие австралийские правила карантина привели к тому, что Олимпийские соревнования по конному спорту были проведены в Стокгольме, в Швеции, пятью месяцами ранее, и с помощью Бернарда Панчулидзеву было разрешено участвовать в соревнованиях за свой счет. Он принял участие в индивидуальном Гран-при по выездке на лошади Ласкаре, принадлежавшей принцу, и  финишировал на 28-м месте среди 36 участников в присутствии своего воспитанника и его матери, принцессы Армгард. Ему не повезло, так как он стартовал первым и поэтому не мог адаптировать свои результаты к конкурентам.

## Наставник принца Бернарда
Принц Бернард всю жизнь был очень дружен с Алексеем Панчулидзевым и назвал в его честь обеих внебрачных дочерей: Алисию, от немецкой женщины-пилота, которая живет в Калифорнии, и Алексию, от богатой наследницы отеля в Ницце Элен Гринды, которая живет в Париже. Принц доверял отчиму многие свои дела, в том числе «непрозрачные».